# Sztaniszlav Sztratiev
Sztaniszlav Sztratiev (Szófia, 1941. szeptember 9. – Szófia, 2000. szeptember 20.) bolgár író. 

## Pályafutása
Bölcsészkaron végzett a bolgár fővárosban, a Sztarsel (Lódarázs) című humoros hetilap munkatársa volt 1964-től 1976-ig, utána a szófiai Szatirikus Színházban dolgozott, ahol igazgató is volt. A kortárs bolgár szatíra kiemelkedő alkotóját, a próza- és drámaírót a magyar olvasók két korábbi kötetből ismerhetik: Vadkacsa a fák között (regény, 1979), Velúrzakó (a kötetben még egy színmű: Római fürdő, 1980).

## Művei

### Drámák
- Római fürdő
- Velúrzakó
- Autóbusz
- A telhetetlen
- A föld forog
- Az élet, bár oly rövid

### Forgatókönyvek
- És lejött hozzánk az Úr (2001)

## Magyarul
- Vadkacsa a fák között; ford., utószó Csíkhelyi Lenke; Európa, Bp., 1979, ISBN 963-07-1765-4
- Velúrzakó / Római fürdő. Két színdarab; ford. Juhász Péter; Európa, Bp., 1980, ISBN 963-07-1963-0
- Másutt. Bolgár egypercesek; összeáll. Doncsev Toso, szerk. Csíkhelyi Lenke; Napkút, Bp., 2003, ISBN 963-86365-4-8